# Paratrichius kyushuensis
Paratrichius kyushuensis är en skalbaggsart som beskrevs av Miyake 1990. Paratrichius kyushuensis ingår i släktet Paratrichius och familjen Cetoniidae. Inga underarter finns listade i Catalogue of Life.